# Mars 6
Mars 6 (ros. Марс 6) – radziecka sonda międzyplanetarna wysłana w ramach programu Mars. Należała do typu M -73, podobnie jak trzy inne wystrzelone w 1973 roku sondy: Mars 4, Mars 5 i Mars 7.

## Cel misji
Wejście na orbitę Marsa i lądowanie na jego powierzchni.

## Przebieg misji
Start sondy o masie 3260 kg miał miejsce 5 sierpnia 1973 roku z kosmodromu Bajkonur. 12 marca 1974 sonda dotarła do Marsa. W odległości 48 000 km od planety oddzielił się od niej lądownik, który osiągnął powierzchnię Czerwonej Planety. Opadł na terenie wyżynnym, na wschodnim skraju Mare Erytreum w punkcie o współrzędnych areograficznych: 24° szerokości południowej i 25° stopni długości zachodniej. Był to trzeci próbnik radziecki, który dotarł do Marsa. W czasie przelotu przez atmosferę planety jako pierwszy obiekt dokonał bezpośrednich pomiarów jej parametrów. W momencie lądowania doznał niestety awarii, o czym świadczyło przerwanie łączności. Pomimo tego niepowodzenia uzyskano wiele ważnych informacji o otoczeniu, atmosferze i powierzchni planety. Człon Marsa 6, który pozostał po oddzieleniu lądownika minął planetę w odległości 1600 km, dążąc w dalsze rejony Układu Słonecznego. W próbniku zrealizowano trzy eksperymenty francuskie: Stéréo V, Gémeaux S i Gémeaux T.